# Solfuro di litio
Il solfuro di litio è un composto chimico inorganico che si presenta come una polvere bianca-gialla deliquescente.

## Proprietà
Il solfuro di litio è un composto molto pericoloso soprattutto a causa della tendenza ad idrolizzare a contatto con l'acqua o con l'umidità dell'aria, rilasciando acido solfidrico gassoso estremamente tossico, dal caratteristico odore di uova marce.

## Sintesi
Si può preparare facendo reagire direttamente litio e zolfo al riparo dall'ossigeno, che altrimenti prenderebbe il posto di quest'ultimo, formando ossido di litio.
2Li + S  →  Li2S

## Usi
È stato considerato un possibile uso del composto nelle batterie litio-zolfo.